# Хлистунівська сільська громада
Хлистуні́вська сільська об'єднана територіальна громада — колишня об'єднана територіальна громада в Україні, в Городищенському районі Черкаської області. Адміністративний центр — село Хлистунівка.
Площа громади — 106,6 км², населення — 5138 мешканців (2018).
Утворена 8 серпня 2018 року шляхом об'єднання Дирдинської, Калинівської, Ксаверівської, Хлистунівської сільських рад та Цвітківської селищної ради Городищенського району. Перші вибори відбулись 23 грудня 2018 року.
Ліквідована Розпорядженням Кабінету Міністрів України від 12 червня 2020 року, а її землі було включено до складу Городищенської міської громади.
Хлистунівська громада — була однією з кількох громад, в яких адміністративним центром є село, тому громада вважається сільською, проте до складу громади входить селище міського типу.

## Склад
До складу громади входять:
| Населений пункт                | Населення, осіб (1989) | Населення, осіб (2001) |
| ------------------------------ | ---------------------- | ---------------------- |
| Дирдин, село                   | 1529                   | 1440                   |
| Калинівка, село                | 923                    | 844                    |
| Ксаверове, село                | 588                    | 537                    |
| Хлистунівка, село              | 2749                   | 2429                   |
| Цвіткове, селище міського типу | 1409                   | 1313                   |